# Eesti Superkarikas 2015
La 20ª edizione della Eesti Superkarikas si è svolta il 3 marzo 2015 allo Sportland Arena di Tallinn tra il Levadia Tallinn, vincitore della Meistriliiga 2014 e della Coppa d'Estonia 2013-2014 e il Santos Tartu finalista della Coppa d'Estonia.
La squadra Levadia Tallinn si è aggiudicata il trofeo per la sesta volta nella sua storia.

## Tabellino
| Tallinn 3 marzo 2015, ore EET                                                      | Levadia Tallinn | 5 – 0 | Santos Tartu | Sportland Arena |
| \| \| \| \| \| Saag 32’, 61’ Teever 55’ Peetson 70’ (rig.), 72’ \| Marcatori \| \| |                 |       |              |                 |
|                                                                                    |                 |       |              |                 |
| Saag 32’, 61’ Teever 55’ Peetson 70’ (rig.), 72’                                   | Marcatori       |       |              |                 |